# اینکریس سامنر
اینکریس سامنر (Increase Sumner) (متولد ۲۷، نوامبر، ۱۷۴۶ – درگذشت ۷ ژوئن، ۱۷۹۹)، وکیل، حقوقدان و سیاستمدار آمریکایی اهل ماساچوست بود. او پنجمین فرماندار ماساچوست بود که از سال ۱۷۹۷ تا ۱۷۹۹ خدمت نمود. او به عنوان وکیل آموزش دیده و در زمان جنگ انقلابی آمریکا در حکومت موقت ماساچوست خدمت کرده است، او در کنگره کنفدراسیون در سال ۱۷۸۲انتخاب شد. درهمان سال در دادگاه عالی قضایی ماساچوست منصوب گردید، و تا سال ۱۷۹۷ در آنجا به عنوان معاون دادگستری خدمت کرد.
او سه بار به عنوان فرمانداری ماساچوست با اختلاف زیاد انتخاب گردید، اندکی بعد در اوایل دوره سومش درگذشت. از جمله فرزندان پسر او ویلیم اچ. سامنر شخصی که تونل سامنر در بوستون، ماساچوست به‌نام او نام‌گذاری شده‌است و دیپلمات‌های قرن بیستم سامنر، ویلیز و سامنر جرارد بود.

## اوایل زندگی
اینکریس سامنر در۲۷ نوامبر سال ۱۷۴۶ در راکسبری، استان خلیج ماساچوست متولد شد که یکی از هشت فرزند کریس سامنر و سارا شارپ بود. اینکریس سامنر بزرگتر، یک دهقان موفق از نسل مهاجران اولیه دورچستر بود، او چندین منصب دولتی را ازجمله، پزشک قانونی شهرستان سافولک و عضو انجمن راکسبری کسب کرد.
درسال ۱۷۵۲ سامنر در مدرسه دستور زبان در راکسبری وارد گردید، مدرسه راکسبری لاتین که مدیر مدرسه آن ویلیم کوشینگ، بعد از آن قاضی محکمه عالی ایالت متحده آمریکا گردید، بود. سامنر شاگرد ممتاز مدرسه‌اش گردید، و به‌دلیل اصرار پدرش (که آینده پسرش را در کشاورزی تصور می‌کرد) در کالج هاروارد در سال ۱۷۶۳ پذیرفته شد. او در سال ۱۷۶۷ فارغ‌التحصیل گردید.

## حرفه حقوقی
سامنر پس از فارغ‌التحصیلی‌اش از دانشگاه هاروارد، مسئولیت مدرسه راکسبری را به عهده گرفت، او در آنجا زمانی‌که دوره کارآموزی‌اش را تحت نظر ساموئل کوینسی وکیل کل استان می‌گذراند، به مدت دو سال تدریس کرد. او به‌دنبال این بود که تحت نظر جان آدامز آموزش ببینید، اما آدامز به اندازه شاگرد کافی داشت. آدامز نوشت که: «سامنر یک نابغه امیدوارکننده و جوان اهل مطالعه و با فضیلتی بود». سامنر در سال ۱۷۷۰ در وکالت پذیرفته شد و در همان سال یک دفتر حقوقی در راکسبری افتتاح نمود.
سامنر در سال ۱۷۷۶ عضو کنگره ایالت ماساچوست انتخاب گردید که از شهر راکسبری نمایندگی می‌کرد. درسال ۱۷۷۷ او در کنوانسیون ایالت جهت تدوین قانون اساسی شرکت کرد که نتیجه آن پذیرفته نشد. او در کنگره ایالتی تا زمان به تصویب رسیدن قانون اساسی ایالت به خدمت‌اش ادامه داد تا زمانی‌که او به عنوان سناتور ایالتی شهرستان سافولک انتخاب گردید. این پُست را او برای دو سال به عهده گرفت. درژوئن ۱۷۸۲ او در کنگره کنفدراسیون توسط قانون‌گذار ایالت برای جایگزینی تیموتی دانیلسون که استعفا داده بود، انتخاب گردید. اما سامنر در واقع هرگز روی این صندلی ننشست. در اوت ۱۷۸۲ فرماندار جان هانکاک او را به عوض جیمز سولیوان به عنوان معاون دادگستری برای دادگاه عالی قضایی ماساچوست نامزد کرد. او این پُست را به عوض کرسی سناتور پذیرفت و از سال ۱۷۸۲ تا ۱۷۹۷ خدمت نمود.
جزئیات سوابق قضایی وی در دسترس نیست تا حدی به این دلیل که اسناد رسمی دادگاه در آن زمان باقی مانده‌است، به‌طور معمول تصمیم‌ها شفاهی بود (محکمه ثبت رسمی سوابق تصمیم‌های مکتوب شده را تا سال ۱۸۰۵ آغاز نکرده بود). سامنر جزئیات بسیاری از قضایایی را که می‌شنید یاداشت می‌کرد، این یاداشت‌ها او، در مجتمع تاریخی ماساچوست حفظ شده‌است که اکنون از خزانه باارزش از تاریخ پیشین قضایی ماساچوست است. همچنین دوره‌ای را که او در دادگاه عالی قضایی خدمت می‌کرد از جمله دوران پر آشوب در ماساچوست بود.
پس از جنگ انقلاب آمریکایی‌ها ارزش ارز کاغذی به‌طور قابل توجهی کاهش یافت و بسیاری از شهروندان را در مشکلات مالی قرارداد. اداره جمیز درسال ۱۷۸۶ مالیات را بالا برد تا بدهی عمومی را که درطول جنگ افزایش یافته بود، پرداخت کند و جمع‌آوری مالیات عقب افتاده را افزایش داد. سرانجام این فشارهای اقتصادی به بروز ناآرامی‌های مدنی انجامید که با شورش شایس‌ها این ناآرامی‌ها به اوج خود رسید، این قیام درمرکز و ماساچوست غربی صورت گرفت که ازسال ۱۷۸۶تا ۱۷۸۷ طول کشید. سامنر به کرسی‌ای که رسیدگی به پرونده‌های جنایی شرکت کنندگان این شورش می‌پرداخت نشست. بسیاری از شرکت کنندگان مورد عفو قرار گرفت، اما هژده نفر آنان محکوم به مرگ شده بودند. اکثر این پرونده‌ها تخفیف داده شده بود و دو مرد هم اعدام گردید.
سامنر هنگامی به کرسی دادگاه نشست که درخواست تجدید نظر در پرونده‌های کوک واکر در سال ۱۷۸۳ را شنید که در رابطه با قضیه برده سابق بود که در پی تأیید آزادی خود بود. یک فرماندار در یکی از این قضایا تأیید کرد که قانون اساسی ایالت به‌طور مؤثر بردگی را تأسیس کرده‌است. درسال ۱۷۸۵ او توسط قانون‌گذار برای عضویت درکمیته‌ای انتخاب شد که قوانین ایالت را اصلاح یا بازنگری می‌کرد که روی مدرن سازی قوانین و حذف ارجاع آن به مقامات بریتانیایی کار کرد. درسال ۱۷۸۹ عضو کنوانسیون ایالت بود که قانون اساسی آمریکا را تصویب نمود که در آن او به کنوانسیون معنی و اهمیت حکم احضار به دادگاه را شرح داد. او در سال ۱۷۹۱ به عنوان عضو آکادمی هنر و ساینس آمریکا انتخاب شد.

## فرماندار ماساچوست
در سال ۱۷۹۵ بعضی گروه‌های حزب فدرال به دنبال معرفی سامنر به عنوان نامزد فرماندار بود. اما او به‌طور رسمی کاندیدا نشد. و فرماندار ساموئل دوباره انتخاب گردید. و درسال بعد سامنر به‌صورت فعال توسط فدرالیست‌ها ارتقا داده شد، اما آدامز توانست با اختلاف که جنجال‌برانگیز نبود پیروز گردد. تبلیغات انتخاباتی تفرقه‌انگیز نبود و سامنر به عنوان جایگزین جوان‌تر نسبت به آدامز که کهن‌سال بود، معرفی گردید. سامنر پس از آن نوشت که آدامز از دریایی متلاطم سیاست عبور کرده و در کار برای منافع کشورش پیر شده‌است. گرچه شهرت آدامز رو به کاهش بود ولی تصمیم گرفته بود که برای انتخابات مجدد ۱۷۹۷ نامزد نشود، شماری از اشخاص مشهور به عنوان نامزد انتخابات مطرح شدند و در انتخابات آن سال، سامنر با کسب ۱۵۰۰۰ رأی از مجموع ۲۵۰۰۰ رأی تقسیم شده میان رقیبانش جلو قرار گرفت و برنده شد. در ۲ ژوئن او با همراهی ۳۰۰ نفر از شهروندان سوار بر اسب از خانه‌اش واقع راکسبری بسوی خانه ایالت در بوستون حرکت کرد، محلی که در آن منشی دارایی عمومی حکمروائیش را از بالکان شرقی اعلام نمود. سامنر آخرین فرماندار بود که در محلی که امروز به‌نام خانه ایالتی قدیمی یاد می‌شود ریاست نمود، زیرا که درسال بعدی کرسی حکومت از آنجا به خانه جدید ایالت انتقال یافت.
سامنر در سال‌های ۱۷۹۸ و ۱۷۹۹ با اختلاف کمی دوباره انتخاب گردید. شهرت او به عنوان فرماندار با اختصاص بخش بزرگی از آرا برای سومین دوره انتخاباتی‌اش دیده شد، او با کسب ۱۷۰۰۰ رأی از مجموع کل رأی ۲۱۰۰۰ برنده این انتخابات شد، در ۱۸۰ شهر از ۳۹۳ شهر موجود در این ایالت به اتفاق آرا رأی دریافت کرد، اساساً در زمان سامنر، دفتر ایالت درگیر تهدید حمله فرانسه به علت جنگ‌های جاری شبه دریایی بود. سامنر نسبتاً جوان اما بسیار نیرومندتر در مقایسه به پیشینان‌اش بود، سامنر فعالانه شبه‌نظامیان ایالت را تقویت نموده و از آمادگی بیشتر آنها درصورت وقوع حمله اطمینان حاصل نمود.